# Kup Hrvatske u odbojci za žene 2014.
Kup Hrvatske u odbojci za žene za 2014. godinu je osvojila Mladost iz Zagreba. 

Kup je igran u jesenskom dijelu sezone 2014./15.

## Rezultati

### 1. kolo
Prve utakmice su igrane 4. i 5. listopada, a uzvrati 15. listopada 2014. 
| klub1               | klub2                            | 1. ut | 2. ut |
| ------------------- | -------------------------------- | ----- | ----- |
| Nova Gradiška       | Mladost Zagreb                   | 3:2   | 1:3   |
| Rovinj - Rovigno    | Marina Kaštela (Kaštel Gomilica) | 3:0   | 0:3   |
| Kostrena            | Poreč                            | 0:3   | 0:3   |
| Osijek 06           | Vibrobeton Vinkovci              | 3:2   | 0:3   |
| Vukovar             | Azena Velika Gorica              | 3:0   | 3:1   |
| Dubrovnik           | Kaštela DC (Kaštel Stari)        | 2:3   | 2:3   |
| Fortis Volta Zagreb | Rijeka CO                        | 3:0   | 3:1   |
| Drenova Rijeka      | Split                            | 3:0   | 3:2   |

### Četvrtzavršnica
Prve utakmice igrane 5. studenog, a uzvrati 19. studenog 2014. 
| klub1                     | klub2                            | 1. ut | 2. ut |
| ------------------------- | -------------------------------- | ----- | ----- |
| Vukovar                   | Mladost Zagreb                   | 0:3   | 0:3   |
| Kaštela DC (Kaštel Stari) | Marina Kaštela (Kaštel Gomilica) | 1:3   | 0:3   |
| Drenova Rijeka            | Poreč                            | 0:3   | 0:3   |
| Fortis Volta Zagreb       | Vibrobeton Vinkovci              | 0:3   | 0:3   |

### Završni turnir
Igrano 19. i 20. prosinca 2014. u Rovinju u dvorani SD Gimnasium.
| klub1                            | rez.          | klub2                            |
| poluzavršnica                    | poluzavršnica | poluzavršnica                    |
| -------------------------------- | ------------- | -------------------------------- |
| Mladost Zagreb                   | 3:1           | Poreč                            |
| Marina Kaštela (Kaštel Gomilica) | 3:0           | Vibrobeton Vinkovci              |
|                                  |               |                                  |
| za pobjednika                    |               |                                  |
| Mladost Zagreb                   | 3:1           | Marina Kaštela (Kaštel Gomilica) |